# 索科鲁 (圣保罗州)
索科鲁是巴西圣保罗州的一个市镇。总面积448.074平方公里，总人口34447人，人口密度76.9人/平方公里。